# Съветска рубла
Вижте пояснителната страница за други значения на рубла.
Съветската рубла е парична единица на Съветска Русия и Съветския съюз от 1923 г. до (официално) разпадането на СССР на 26 декември 1991 г.
Кодът на валутата по международните стандарти е SUR. 1 рубла се дели на 100 копейки.
Била е в паралелно обращение с червонеца до спирането му с паричната реформа от 1947 г.
Първата рубла на РСФСР е пусната през 1919 г. като кредитен билет („совзнак“). От 1924 до 1991 г. банкнотите на стойност до 10 рубли (1 червонец) се наричат „държавни казначейски билети“ (на руски: государственные казначейские билеты), от 10 рубли и нагоре – „билети на Държавната банка на СССР“ (билеты Государственного Банка СССР). От 1991 г. банкнотите от всички номинали се наричат „билети на Държавната банка на СССР“.
След разпада на СССР през 1992 – 1995 г. съветската рубла постепенно се извежда от обращение във всички държави, наследили 15-те съюзни републики на СССР. Последната страна, отказала се от тази валута, е Таджикистан (10 май 1995). Русия излиза от зоната на съветската рубла през юли 1993 г.
Съветската рубла и копейка имат различно наименование на различните езици в бившите страни на СССР:
| Руски език          | рубль       | копейка | Естонски език  | rubla           | kopikas         |
| Беларуски език      | рубель      | капейка | Латвийски език | rublis          | kapeika         |
| Украински език      | карбованець | копійка | Литовски език  | rublis          | kapeika         |
| Казахски език       | сом         | тиын    | Молдовски език | рублэ           | копейкэ         |
| Киргизки език       | сом         | тыйын   | Грузински език | მანეთი (манэти) | კაპიკი (капики) |
| Узбекски език       | сўм         | тийин   | Арменски език  | ռուբլի (рубли)  | կոպեկ (копек)   |
| Туркменски език     | манат       | көпүк   | Таджикски език | сӯм             | тин             |
| Азербайджански език | манат       | гəпик   | Фински език    | rupla           | kopeekka        |